# Lijst van voetbalinterlands Bangladesh - Iran (vrouwen)
Deze lijst van voetbalinterlands is een overzicht van alle officiële voetbalinterlands tussen de nationale vrouwenteams van Bangladesh en Iran. De landen hebben tot nu toe twee keer tegen elkaar gespeeld.

## Wedstrijden
| № | Plaats   | Datum             | Competitie                                | Wedstrijd         | Uitslag |
| - | -------- | ----------------- | ----------------------------------------- | ----------------- | ------- |
| 1 | Dhaka    | 23 mei 2013       | Aziatisch kampioenschap 2014 kwalificatie | Bangladesh − Iran | 0 − 2   |
| 2 | Tasjkent | 22 september 2021 | Aziatisch kampioenschap 2022 kwalificatie | Iran − Bangladesh | 5 − 0   |

## Samenvatting
| Competitie                           | Totaal gespeeld | Winst Bangladesh | Gelijk | Winst Iran | Doelsaldo Bangladesh – Iran |
| ------------------------------------ | --------------- | ---------------- | ------ | ---------- | --------------------------- |
| Aziatisch kampioenschap kwalificatie | 2               | 0                | 0      | 2          | 0 − 7                       |
| Totaal                               | 2               | 0                | 0      | 2          | 0 − 7                       |